# Moziqiaozhen (ort i Kina, Shaanxi, lat 33,19, long 107,52)
Moziqiaozhen är en ort i Kina. Den ligger i provinsen Shaanxi, i den nordvästra delen av landet, omkring 170 kilometer sydväst om provinshuvudstaden Xi'an. Antalet invånare är 26 667. Befolkningen består av 12 895 kvinnor och 13 772 män. Barn under 15 år utgör 16,0 %, vuxna 15-64 år 72 %, och äldre över 65 år 11,0 %.
Runt Moziqiaozhen är det ganska tätbefolkat, med 108 invånare per kvadratkilometer. Närmaste större samhälle är Yangzhou, 3,8 km nordost om Moziqiaozhen. Trakten runt Moziqiaozhen består till största delen av jordbruksmark.
Genomsnittlig årsnederbörd är 1 052 millimeter. Den regnigaste månaden är juli, med i genomsnitt 222 mm nederbörd, och den torraste är december, med 2 mm nederbörd.